# Suipacha (Bolívia)

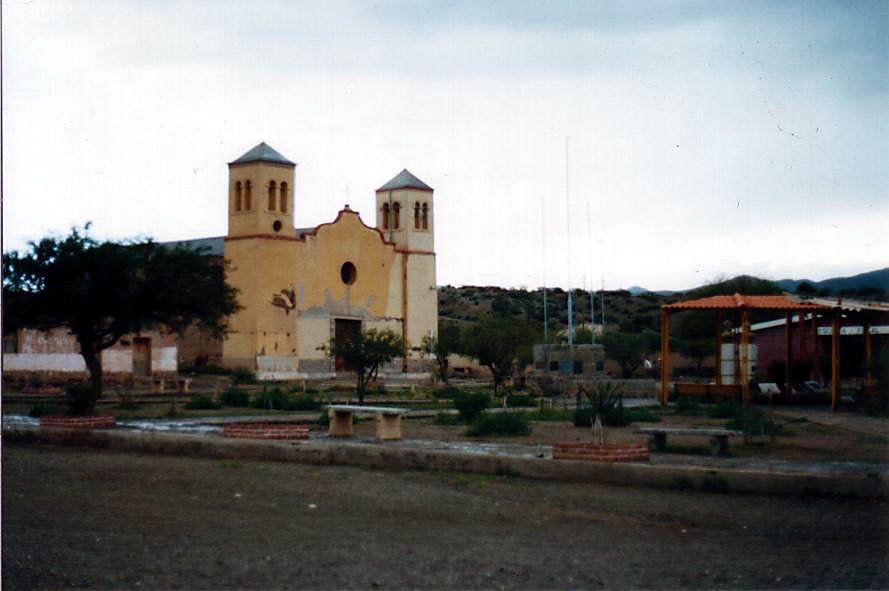
Igreja de Suipacha

Suipacha é uma localidade da Bolívia localizada na província de Sud Chichas, departamento de Potosí. De acordo com o censo realizado em 2001, a localidade possuía 503 habitantes. 